# 1078
Il 1078 (MLXXVIII in numeri romani) è un anno  dell'XI secolo.

## Eventi
- Anselmo d'Aosta viene eletto abate dell'abbazia di Bec.
- Niceforo III Botaniate usurpa il trono a Michele VII Ducas e si proclama imperatore.
- Papa Gregorio VII formula le 27 proposizioni del Dictatus papae.

## Nati
- Al-Mustazhir, califfo († 1118)
- Ibn Quzmān, poeta arabo († 1160)
- Alessandro I di Scozia, re scozzese († 1124)
- Clemenza di Borgogna, contessa († 1133)
- Felicia d'Altavilla, principessa normanna († 1102)
- Abd al-Qadir al-Gilani, mistico e santo persiano († 1166)

## Morti
- 22 febbraio - Giovanni di Fécamp, scrittore e abate italiano
- 5 aprile - Riccardo I di Aversa, cavaliere medievale normanno
- 7 agosto - Diepoldo II di Vohburg, nobile tedesco
- 8 agosto - Guarniero di Magdeburgo, arcivescovo cattolico tedesco
- 9 agosto - Pietro I di Savoia, conte
- 16 agosto - Arcimbaldo III di Borbone, nobile francese
- 26 agosto - Erluino, cavaliere medievale normanno (n. 994)
- 6 novembre - Bertoldo I di Zähringen, nobile tedesco (n. 1000)
- 11 novembre - Udo di Nellenburg, arcivescovo cattolico tedesco
- Anawrahta, sovrano birmano (n. 1015)
- Andrea di Bari, arcivescovo italiano
- Immilla di Torino, nobildonna italiana
- Izjaslav I di Kiev (n. 1024)
- Niceforitzes, funzionario e militare bizantino
- Rhys ab Owain, sovrano
- Ugo II di Chalon, conte

## Calendario
| Calendario 1078 | Calendario 1078 | Calendario 1078 | Calendario 1078 | Calendario 1078 | Calendario 1078 | Calendario 1078 | Calendario 1078 | Calendario 1078 | Calendario 1078 | Calendario 1078 | Calendario 1078 | Calendario 1078 | Calendario 1078 | Calendario 1078 | Calendario 1078 | Calendario 1078 | Calendario 1078 | Calendario 1078 | Calendario 1078 | Calendario 1078 | Calendario 1078 | Calendario 1078 | Calendario 1078 | Calendario 1078 | Calendario 1078 | Calendario 1078 | Calendario 1078 | Calendario 1078 | Calendario 1078 | Calendario 1078 | Calendario 1078 | Calendario 1078 |
| --------------- | --------------- | --------------- | --------------- | --------------- | --------------- | --------------- | --------------- | --------------- | --------------- | --------------- | --------------- | --------------- | --------------- | --------------- | --------------- | --------------- | --------------- | --------------- | --------------- | --------------- | --------------- | --------------- | --------------- | --------------- | --------------- | --------------- | --------------- | --------------- | --------------- | --------------- | --------------- | --------------- |
|                 | 1               | 2               | 3               | 4               | 5               | 6               | 7               | 8               | 9               | 10              | 11              | 12              | 13              | 14              | 15              | 16              | 17              | 18              | 19              | 20              | 21              | 22              | 23              | 24              | 25              | 26              | 27              | 28              | 29              | 30              | 31              |                 |
| Gennaio         | Lu              | Ma              | Me              | Gi              | Ve              | Sa              | Do              | Lu              | Ma              | Me              | Gi              | Ve              | Sa              | Do              | Lu              | Ma              | Me              | Gi              | Ve              | Sa              | Do              | Lu              | Ma              | Me              | Gi              | Ve              | Sa              | Do              | Lu              | Ma              | Me              |                 |
| Febbraio        | Gi              | Ve              | Sa              | Do              | Lu              | Ma              | Me              | Gi              | Ve              | Sa              | Do              | Lu              | Ma              | Me              | Gi              | Ve              | Sa              | Do              | Lu              | Ma              | Me              | Gi              | Ve              | Sa              | Do              | Lu              | Ma              | Me              |                 |                 |                 |                 |
| Marzo           | Gi              | Ve              | Sa              | Do              | Lu              | Ma              | Me              | Gi              | Ve              | Sa              | Do              | Lu              | Ma              | Me              | Gi              | Ve              | Sa              | Do              | Lu              | Ma              | Me              | Gi              | Ve              | Sa              | Do              | Lu              | Ma              | Me              | Gi              | Ve              | Sa              |                 |
| Aprile          | Do              | Lu              | Ma              | Me              | Gi              | Ve              | Sa              | Do              | Lu              | Ma              | Me              | Gi              | Ve              | Sa              | Do              | Lu              | Ma              | Me              | Gi              | Ve              | Sa              | Do              | Lu              | Ma              | Me              | Gi              | Ve              | Sa              | Do              | Lu              |                 |                 |
| Maggio          | Ma              | Me              | Gi              | Ve              | Sa              | Do              | Lu              | Ma              | Me              | Gi              | Ve              | Sa              | Do              | Lu              | Ma              | Me              | Gi              | Ve              | Sa              | Do              | Lu              | Ma              | Me              | Gi              | Ve              | Sa              | Do              | Lu              | Ma              | Me              | Gi              |                 |
| Giugno          | Ve              | Sa              | Do              | Lu              | Ma              | Me              | Gi              | Ve              | Sa              | Do              | Lu              | Ma              | Me              | Gi              | Ve              | Sa              | Do              | Lu              | Ma              | Me              | Gi              | Ve              | Sa              | Do              | Lu              | Ma              | Me              | Gi              | Ve              | Sa              |                 |                 |
| Luglio          | Do              | Lu              | Ma              | Me              | Gi              | Ve              | Sa              | Do              | Lu              | Ma              | Me              | Gi              | Ve              | Sa              | Do              | Lu              | Ma              | Me              | Gi              | Ve              | Sa              | Do              | Lu              | Ma              | Me              | Gi              | Ve              | Sa              | Do              | Lu              | Ma              |                 |
| Agosto          | Me              | Gi              | Ve              | Sa              | Do              | Lu              | Ma              | Me              | Gi              | Ve              | Sa              | Do              | Lu              | Ma              | Me              | Gi              | Ve              | Sa              | Do              | Lu              | Ma              | Me              | Gi              | Ve              | Sa              | Do              | Lu              | Ma              | Me              | Gi              | Ve              |                 |
| Settembre       | Sa              | Do              | Lu              | Ma              | Me              | Gi              | Ve              | Sa              | Do              | Lu              | Ma              | Me              | Gi              | Ve              | Sa              | Do              | Lu              | Ma              | Me              | Gi              | Ve              | Sa              | Do              | Lu              | Ma              | Me              | Gi              | Ve              | Sa              | Do              |                 |                 |
| Ottobre         | Lu              | Ma              | Me              | Gi              | Ve              | Sa              | Do              | Lu              | Ma              | Me              | Gi              | Ve              | Sa              | Do              | Lu              | Ma              | Me              | Gi              | Ve              | Sa              | Do              | Lu              | Ma              | Me              | Gi              | Ve              | Sa              | Do              | Lu              | Ma              | Me              |                 |
| Novembre        | Gi              | Ve              | Sa              | Do              | Lu              | Ma              | Me              | Gi              | Ve              | Sa              | Do              | Lu              | Ma              | Me              | Gi              | Ve              | Sa              | Do              | Lu              | Ma              | Me              | Gi              | Ve              | Sa              | Do              | Lu              | Ma              | Me              | Gi              | Ve              |                 |                 |
| Dicembre        | Sa              | Do              | Lu              | Ma              | Me              | Gi              | Ve              | Sa              | Do              | Lu              | Ma              | Me              | Gi              | Ve              | Sa              | Do              | Lu              | Ma              | Me              | Gi              | Ve              | Sa              | Do              | Lu              | Ma              | Me              | Gi              | Ve              | Sa              | Do              | Lu              |                 |